# Stelis dressleri
Stelis dressleri är en orkidéart som beskrevs av Carlyle August Luer. Stelis dressleri ingår i släktet Stelis och familjen orkidéer. Inga underarter finns listade i Catalogue of Life.